# Фудзимото, Сун
Сун Фудзимото (яп. 藤本 俊, англ. Shun Fujimoto; род. 1950) — японский гимнаст, олимпийский чемпион.

## Биография
Родился 11 мая 1950 года.
Представлял Японию на летних Олимпийских играх 1976 года, где выиграл золото в командном зачете.
Фудзимото добился славы, продолжая соревноваться в командном зачете даже после того, как сломал колено при выполнении вольных упражнений. С повреждённой ногой он набрал 9,5 баллов на коне и 9,7 баллов на кольцах, сохраняя равновесие после приземления на ноги.
Фудзимото заявил после соревнований, что не хотел подводить свою команду, обнаружив свою травму. Своими результатами он помог японской команде гимнастов выиграть золото, победив команду СССР с минимальным перевесом.
В 2017 году Фудзимото был включен в Международный зал славы гимнастики.